# シャー・ジャクソン
シャー・ジャクソン（Shar Jackson、1976年8月31日 - ）は、アメリカ合衆国の女優、歌手。

## 出演作品
- モエシャ
- グッド・バーガー